# The Island of Real
The Island of Real è il nono e ultimo album in studio del gruppo musicale statunitense The Rascals, pubblicato nel 1972.

## Tracce
1. Lucky Day – 3:09
2. Saga of New York – 4:03
3. Be on the Real Side – 3:37
4. Jungle Walk – 3:05
5. Brother Tree – 3:38
6. Island of Real – 4:57
7. Hummin' Song – 3:58
8. Echoes – 3:10
9. Buttercup – 5:06
10. Time Will Tell – 4:07
11. Lament – 6:10